# ميكيلوزو
ميكيلوزو دي بارتولوميو ميكيلوزي (1396- 1472) هو معماري ونحّات إيطالي وواحد من رواد الهندسة المعمارية العظماء خلال عصر النهضة. كان ميكيلوزو المعماري المفضل لدى ميديشي، إذ عهد له كوزيمو دي ميديشي بالكثير من الأعمال. كان أيضًا تلميذًا للورنزو جبرتي في سنواته الأولى، وتعاون لاحقًا مع دوناتيلو.
اشتهر في المقام الأول بتصميم قصر ميديشي ريكاردي في فلورنسا، وكانت أعماله تطغى غالبًا على أعمال زملائه المعاصرين مثل دوناتيلو في فن النحت وبرونليسكي في الهندسة المعمارية. «بقي بالنسبة لكاتبي سيرة حياته شخصيةً غامضة، ونشيطة، وذات كفاءة من الدرجة الثانية، تدور حول المجد المتوهج للمعلمَين المهيمنين».

## حياته

### نشأته
وُلد ميكيلوزو في فلورنسا في عام 1396. كان ابنًا لبارتولوميو دي غيراردو بورغونيوني وأنتونيا. كان بورغونيوني من أصل فرنسي وصل إلى فلورنسا من برغونية في تاريخ مجهول. عاش بورغونيوني وعمل خياطًا في حي سانتو كروس في فلورنسا، وأصبح مواطنًا فلورنسيًا في 9 أبريل من عام 1376. كان لميكيلوزو ثلاثة أشقاء هم ليوناردو (مواليد 1389/ 1390)، وزانوبي (مواليد 1391)، وجيوفاني (مواليد 1403). بحلول عام 1391، انتقلت عائلة ميكيلوزو  إلى حي سان جيوفاني حيث واصلوا العيش فيه طوال فترة حياته.
لم يُعرف سوى القليل عن حياة ميكيلوزو، غير أنه تلقى تعليمًا شاملًا في القراءة والكتابة والحساب، وبدأ العمل نقاشًا لقوالب سك المعادن في دار سك العملة في فلورنسا في عام 1410. تعلم ميكيلوزو باعتباره نقاشًا كيفية صب البرونز والنحاس وتزيينهما وطليهما، وهما من المعادن التي عمل بها صائغو الذهب في العصور الوسطى وعصر النهضة. اكتسب ميكيلوزو دقة كبيرة في العمل اليدوي وأتقن تصميم المنحوتات المصغرة.
أصبح ميكيلوزو مع بداية عام 1420 عضوًا في فن سادة الحجر والخشب، وهي إحدى نقابات فلورنسا التي تضمنت أسياد بنائي الحجارة ونحاتي الخشب والنحاتين. خدم ميكيلوزو في وقت لاحق بصفته أحد قناصل النقابة في عام 1430.
احتفظ ميكيلوزو طوال حياته بمكان إقامته في فيا لارغا، الذي كان قريبًا من قصر ميديشي وبجوار المفكر الإنساني بارتولوميو سكالا. امتلك ميكيلوزو بالإضافة إلى ذلك منزلًا وحديقة في إس. دومينو إيه باروزي.
توفي والد ميكيلوزو في وقتٍ ما قبل عام 1427، وتوفيت والدته في وقت ما بين عامي 1433 و1442.

### التدريبات
تعلم ميكيلوزو ابتداءً من عام 1420 على يد لورينزو جبرتي. شملت مشاريعه الأولى من جبرتي كلًا من الباب الشمالي للمعمودية في الفترة منذ عام 1417 وحتى 1423/4، وتضمنت مسؤوليات ميكيلوزو حينها «نقش اللوحات وتذهيبها فقط وربما صب النقوش الأربعة الأخيرة... بينما كانت معظم أعماله في الإطار على الأبواب مغمورة في قوة تصميم جبرتي وقوة شخصيته مثل أعمال المساعدين الآخرين». تعلم ميكيلوزو من هذا كيفية إدارة متجر خاضع للإشراف من كثب وكيفية تنظيمه بكفاءة وتدريب المساعدين والتحكم بهم، إلى جانب التعامل ببراعة في الشؤون التجارية والمالية. «اطلع على استخدام جبرتي للزخارف الأثرية واستوعب قدرته على الجمع بين العناصر الأثرية والقوطية، وتأثر بلا شك بأسلوبه ومفاهيمه الفنية». أنشأ ميكيلوزو في أثناء عمله تحت إشراف جبرتي تمثال القديس يوحنا الشاب فوق باب الدومو في فلورنسا مقابل المعمودية، إلى جانب التمثال الفضي ليوحنا المعمدان على مذبح سان جيوفاني.
ساعد ميكيلوزو في بناء كنيسة سانتا ترينيتا في عهد دوناتيلو، حيث «بدأ جبرتي الدمج بين الأشكال القوطية المتأخرة والتحف القديمة». أبدى كل من دوناتيلو وميكيلوزو بصفتهما نحّاتَين تفانيًا تجاه العصور القديمة، وكان ذلك واضحًا من خلال طلب دوناتيلو مساعدة ميكيلوزو في زخرفة معبد سانت لويس في تولوز. أصبح ميكيلوزو الشريك المسؤول عن الأطر المعمارية لمنحوتات دوناتيلو مثل النصب الجنائزي ليوحنا الثالث والعشرين. أنشا ميكيلوزو مع دوناتيلو في عام 1428 منبرًا في الهواء الطلق في زاوية كاتدرائية القديس ستيفن في براتو، وكان مصممًا للعرض العام وبشكل دوري للذخيرة الشهيرة، ذا غيردل توماس (ساكرا سينتولا). على رغم أن دوناتيلو أكثر شهرة من ميكيلوزو، «فمن الخطأ التقليل من نصيب ميكيلوزو في العمل إذ يظهر أن دوناتيلو المصمم الرئيسي للزخرفة المعمارية ويختلف أسلوبه تمامًا، فهو يُخضع الإطار المعماري لمنحوتته ويجعل الصرح المعماري خادمًا لهذه المنحوتة...».